# Morey
Pour les articles homonymes, voir Morey (homonymie).
Morey est une commune française située dans le département de Saône-et-Loire, en région Bourgogne-Franche-Comté.

## Géographie
Morey est située dans les collines bordant la Dheune et le canal du Centre. La commune culmine à 437 m d'altitude au lieu-dit les Tâches au nord-est de Baugey.

### Hameaux
La commune comprend plusieurs hameaux :
- Fangey-le-Bas ;
- Fangey-le-Haut ;
- Nuit ;
- Baugey.

### Géologie et relief
La commune a un relief assez accidenté qui comprend plusieurs collines :
- Les Tâches (437 m) ;
- le Moulin de Leuvre (383 m) ;
- le Theurot des Gardes (388 m) ;
- En Verrière (427 m).

### Climat
Pour des articles plus généraux, voir Climat de la Bourgogne-Franche-Comté et Climat de Saône-et-Loire.
En 2010, le climat de la commune est de type climat océanique dégradé des plaines du Centre et du Nord, selon une étude du Centre national de la recherche scientifique s'appuyant sur une série de données couvrant la période 1971-2000. En 2020, Météo-France publie une typologie des climats de la France métropolitaine dans laquelle la commune est exposée à un climat océanique altéré et est dans la région climatique Bourgogne, vallée de la Saône, caractérisée par un bon ensoleillement (1 900 h/an), un été chaud (18,5 °C), un air sec au printemps et en été et des vents faibles.
Pour la période 1971-2000, la température annuelle moyenne est de 10,2 °C, avec une amplitude thermique annuelle de 17 °C. Le cumul annuel moyen de précipitations est de 896 mm, avec 12,3 jours de précipitations en janvier et 7,2 jours en juillet. Pour la période 1991-2020, la température moyenne annuelle observée sur la station météorologique de Météo-France la plus proche, « St-Maurice-lès-Couches_sapc », sur la commune de Saint-Maurice-lès-Couches à 9 km à vol d'oiseau, est de 11,5 °C et le cumul annuel moyen de précipitations est de 803,5 mm. 
La température maximale relevée sur cette station est de 40,4 °C, atteinte le 12 août 2003 ; la température minimale est de −16,7 °C, atteinte le 20 décembre 2009,,.
Les paramètres climatiques de la commune ont été estimés pour le milieu du siècle (2041-2070) selon différents scénarios d'émission de gaz à effet de serre à partir des nouvelles projections climatiques de référence DRIAS-2020. Ils sont consultables sur un site dédié publié par Météo-France en novembre 2022.

## Urbanisme

### Typologie
Au 1er janvier 2024, Morey est catégorisée commune rurale à habitat très dispersé, selon la nouvelle grille communale de densité à sept niveaux définie par l'Insee en 2022.
Elle est située hors unité urbaine. Par ailleurs la commune fait partie de l'aire d'attraction de Chalon-sur-Saône, dont elle est une commune de la couronne,. Cette aire, qui regroupe 109 communes, est catégorisée dans les aires de 50 000 à moins de 200 000 habitants,.

### Occupation des sols
L'occupation des sols de la commune, telle qu'elle ressort de la base de données européenne d’occupation biophysique des sols Corine Land Cover (CLC), est marquée par l'importance des territoires agricoles (91,2 % en 2018), une proportion identique à celle de 1990 (91,2 %). La répartition détaillée en 2018 est la suivante : prairies (55,9 %), zones agricoles hétérogènes (32,6 %), forêts (8,8 %), terres arables (2,7 %). L'évolution de l’occupation des sols de la commune et de ses infrastructures peut être observée sur les différentes représentations cartographiques du territoire : la carte de Cassini (XVIIIe siècle), la carte d'état-major (1820-1866) et les cartes ou photos aériennes de l'IGN pour la période actuelle (1950 à aujourd'hui).

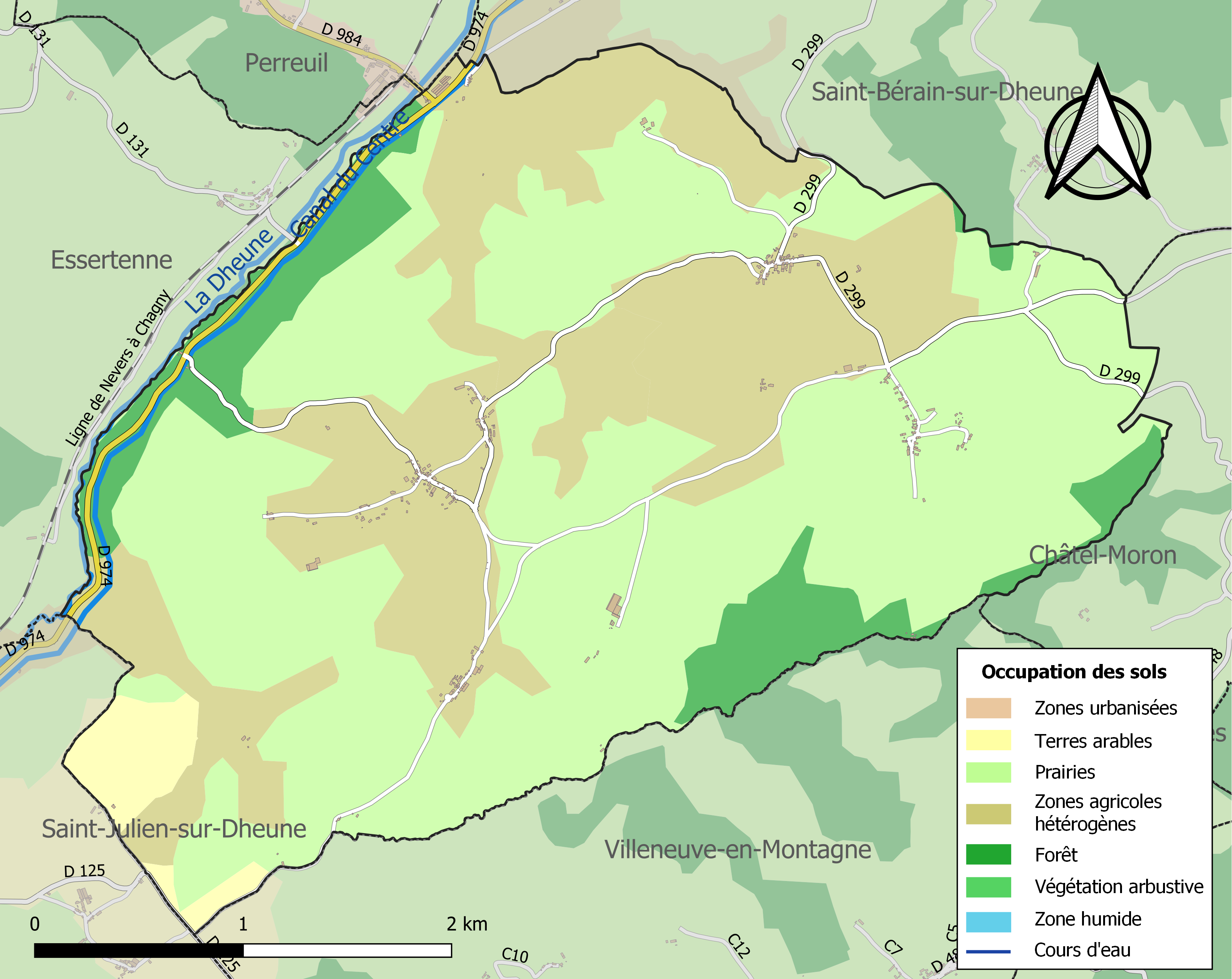
Carte des infrastructures et de l'occupation des sols de la commune en 2018 (CLC).

## Histoire
Le village dépendait de la baronnie de Couches. On sait aussi que le village a été viticole puisqu'un lieu-dit les Vignes de la Garde existe sur la côte sud du Theurot des Gardes.

## Toponymie
Anciennement nommée « Moreyurn ». Le nom viendrait du latin moretia qui signifie bois. Les noms de Fangey et Baugey évoquent « bauge » et « fange » alors que les deux hameaux sont situés sur des collines.

## Politique et administration
| Période                                  | Période   | Identité           | Étiquette | Qualité |
| ---------------------------------------- | --------- | ------------------ | --------- | ------- |
| mars 1989                                | mars 2001 | Hélène Dessèvre    |           |         |
| mars 2001                                | mars 2008 | Elisabeth Noémie   |           |         |
| mars 2008                                | en cours  | Abdoulkader Atteye | EÉLV      |         |
| Les données manquantes sont à compléter. |           |                    |           |         |

## Démographie
L'évolution du nombre d'habitants est connue à travers les recensements de la population effectués dans la commune depuis 1793. Pour les communes de moins de 10 000 habitants, une enquête de recensement portant sur toute la population est réalisée tous les cinq ans, les populations de référence des années intermédiaires étant quant à elles estimées par interpolation ou extrapolation. Pour la commune, le premier recensement exhaustif entrant dans le cadre du nouveau dispositif a été réalisé en 2006.

En 2022, la commune comptait 191 habitants, en évolution de −5,45 % par rapport à 2016 (Saône-et-Loire : −1,06 %, France hors Mayotte : +2,11 %).
| 1793 | 1800 | 1806 | 1821 | 1831 | 1836 | 1841 | 1846 | 1851 |
| ---- | ---- | ---- | ---- | ---- | ---- | ---- | ---- | ---- |
| 360  | 381  | 366  | 301  | 322  | 462  | 462  | 458  | 464  |

| 1856 | 1861 | 1866 | 1872 | 1876 | 1881 | 1886 | 1891 | 1896 |
| ---- | ---- | ---- | ---- | ---- | ---- | ---- | ---- | ---- |
| 490  | 533  | 485  | 502  | 499  | 511  | 521  | 512  | 469  |

| 1901 | 1906 | 1911 | 1921 | 1926 | 1931 | 1936 | 1946 | 1954 |
| ---- | ---- | ---- | ---- | ---- | ---- | ---- | ---- | ---- |
| 437  | 405  | 415  | 384  | 376  | 355  | 304  | 259  | 295  |

| 1962 | 1968 | 1975 | 1982 | 1990 | 1999 | 2006 | 2011 | 2016 |
| ---- | ---- | ---- | ---- | ---- | ---- | ---- | ---- | ---- |
| 253  | 204  | 175  | 157  | 176  | 156  | 184  | 208  | 202  |

| 2021 | 2022 | - | - | - | - | - | - | - |
| ---- | ---- | - | - | - | - | - | - | - |
| 191  | 191  | - | - | - | - | - | - | - |

## Lieux et monuments
- Église romane du XIIIe siècle (restaurée).
- Vestiges néolithiques et vestiges de voies romaines.
- Monument aux morts de la Première Guerre mondiale.

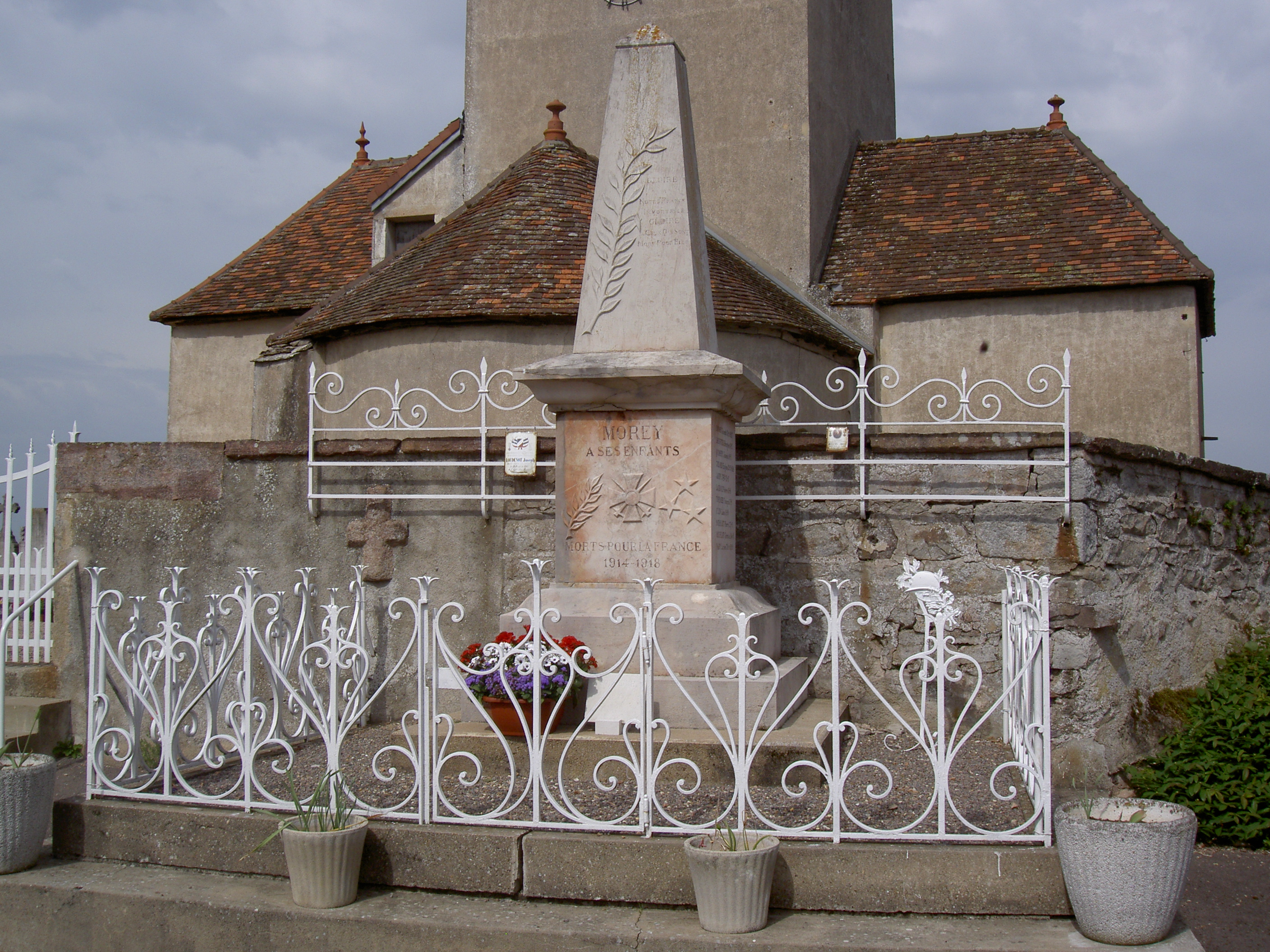
Monument aux morts.

## Personnalités liées à la commune
- Renaud Contet, artiste peintre qui résidait au château des Alouettes.
- Sophie Renauld, metteur en scène et dramaturge (W., Hantés...).

## Pour approfondir